# Öster-Svartlandstjärnen
Öster-Svartlandstjärnen är en sjö i Örnsköldsviks kommun i Ångermanland och ingår i Nätraåns huvudavrinningsområde. Sjöns area är 0,027 kvadratkilometer och den befinner sig 339 meter över havet.